# Kerivoula titania
Kerivoula titania — вид рукокрилих родини Лиликові (Vespertilionidae).

## Поширення
Країни поширення: Камбоджа, Лаос, М'янма, Таїланд, В'єтнам. Зразки були зібрані до 1600 м над рівнем моря у В'єтнамі. Мешкає в рівнинних і гірських, первинний та вторинних вічнозелених і листопадних лісах, часто пов'язаний з областями вапняку. 

## Загрози та охорона
Немає серйозних загроз для цього виду по всьому ареалу. Будучи залежним від лісу видом, лісозаготівля та розвиток сільського господарства може бути загрозою для деяких груп населення. Цей вид зустрічається в багатьох охоронних районах. 